# Damper
Damper je tradiční australský chléb bez droždí. Základem je pšeničná mouka, voda, sůl a někdy i mléko, ke kynutí se může použít kypřicí prášek. Tradičně se peče ve žhavém popelu, nejdřív 10 minut, poté se přikryje popelem a peče se dalších 20–30 minut. V dnešní době se často peče také v troubě. Jí se se sušeným nebo vařeným masem, případně se polévá třtinovým sirupem („zlatý sirup“, anglicky golden syrup).
Damper byl původně připravován dobytkáři, kteří se pohybovali ve vzdálených oblastech po týdny až měsíce pouze s moukou, cukrem, čajem a dalšími surovinami, které byly dostupné.
Damper se dá v Austrálii běžně koupit v pekárnách. Stal se také populární mezi táborníky. Existuje několik variant tohoto chleba, více či méně odpovídajících původnímu receptu[zdroj⁠?!].